# Kraslice
Kraslice (tjekkisk udtale: [ˈkraslɪtsɛ] ; tysk: Graslitz) er en by i Sokolov-distriktet i regionen Karlovy Vary i Tjekkiet med omkring 6.600 indbyggere. Den var  indtil Anden verdenskrig en stor og vigtig by,  kendt for fremstilling af musikinstrumenter.

## Inddeling
Bydelene og landsbyerne  Černá, Čirá, Hraničná, Kámen, Kostelní, Krásná, Liboc, Mlýnská, Počátky, Sklená, Sněžná, Tisová, Valtéřov og Zelená Hora er administrative dele af Kraslice.

## Etymologi
Rødderne til navnet stammer fra det middelalderlige tyske Graz, der betyder "trimmede nåletræskviste". Navnet Graslitz var dengang en diminutiv af ordet Graz. Det tjekkiske navn Kraslice er en translitteration af det tyske navn og betyder også bogstaveligt "blæst påskeæg".

## Geografi
Kraslice ligger omkring 18 km  nord for Sokolov og 26 km  nordvest for Karlovy Vary. Den ligger på grænsen til Tyskland, støder op til den tyske by Klingenthal. Den ligger  i den vestlige del af Ertsbjergene. Det højeste punkt er bjerget Počátecký vrch på 819 meter over havets overflade. Det bebyggede område er beliggende i dalen til floden Svatavaog dens biflod, Stříbrný-strømmen.
Kraslice ligger i et område kendt for seismisk aktivitet af sværmtypen. Det sidste kraftige jordskælvssværm var i 1986.

## Historie
Området blev bosat af tyske munke fra Waldsassen Kloster i det 12. og 13. århundrede. I midten af 1200-tallet blev der bygget en vagtborg her, og der blev etableret bosættelser omkring det. Den første skriftlige omtale af Kraslice er fra 1272, hvor kong Ottokar 2. af Bøhmen donerede den til Jindřich den Ældre af Plavno. Under Plavnos herredømme i det 14. århundrede  udviklede tin-, bly- og sølvminedrift sig i området, og Kraslice blev en velstående bosættelse. I 1370 blev den forfremmet af Karl 4. til en kongeby.
I begyndelsen af det 15. århundrede blev Kraslice sæde for røverridderne, og i 1412 blev byen plyndret af hæren, som havde til formål at befri regionen for røvere. Byen kom sig først i 1527, da den blev erhvervet af Jeroným Schlick og gjorde den til en fri mineby. Malmudvinding i nærheden af Kraslice har været faldende siden det 17. århundrede. Fra 1666 til 1848 var byen ejet af familien Nostic. Minedrift blev erstattet af folkehåndværk, tekstilindustrien og fremstilling af musikinstrumenter og legetøj. I 1886 blev jernbanen anlagt.
Fra 1938 til 1945 blev det annekteret af Nazityskland og administreret som en del af Reichsgau Sudetenland. I 1944 blev en kvindeunderlejr til Flossenbürg koncentrationslejr etableret her. Den tysktalende befolkning blev fordrevet i 1945, og byen blev genbosat med tjekkere.

## Økonomi
Kraslice er kendt for virksomheden Amati Kraslice, en producent af musikinstrumenter. Traditionen for denne fremstilling går tilbage til 1631.

## Seværdigheder
Byens centrums vartegn er Corpus Christi-kirken. Den blev bygget i nyromansk stil i 1893–1896 og erstattede en faldefærdig kirke fra 1619. Det er en treskibet basilika med et fremtrædende tårn.
Et kommunalt slagteri er et unikt kompleks af bygninger i jugendstil, skabt i 1904. Det er fredet som et teknisk og kulturelt monument. I dag er det privatejet og gradvist rekonstrueret.